# Ravinia (geslacht)
Ravinia is een vliegengeslacht uit de familie van de dambordvliegen (Sarcophagidae).

## Soorten
- R. acerba (Walker, 1849)
- R. anandra (Dodge, 1956)
- R. anxia (Walker, 1849)
- R. coachellensis (Hall, 1931)
- R. derelicta (Walker, 1852)
- R. effrenata (Walker, 1861)
- R. errabunda (Wulp, 1895)
- R. floridensis (Aldrich, 1916)
- R. lherminieri (Robineau-Desvoidy, 1830)
- R. ochracea (Aldrich, 1916)
- R. pectinata (Aldrich, 1916)
- R. pernix (Harris, 1780)
- R. planifrons (Aldrich, 1916)
- R. pusiola (Wulp, 1895)
- R. querula (Walker, 1849)
- R. stimulans (Walker, 1849)
- R. sueta (Wulp, 1895)
- R. tancituro Roback, 1952
- R. vagabunda (Wulp, 1895)